# Deurnsche Peel & Mariapeel

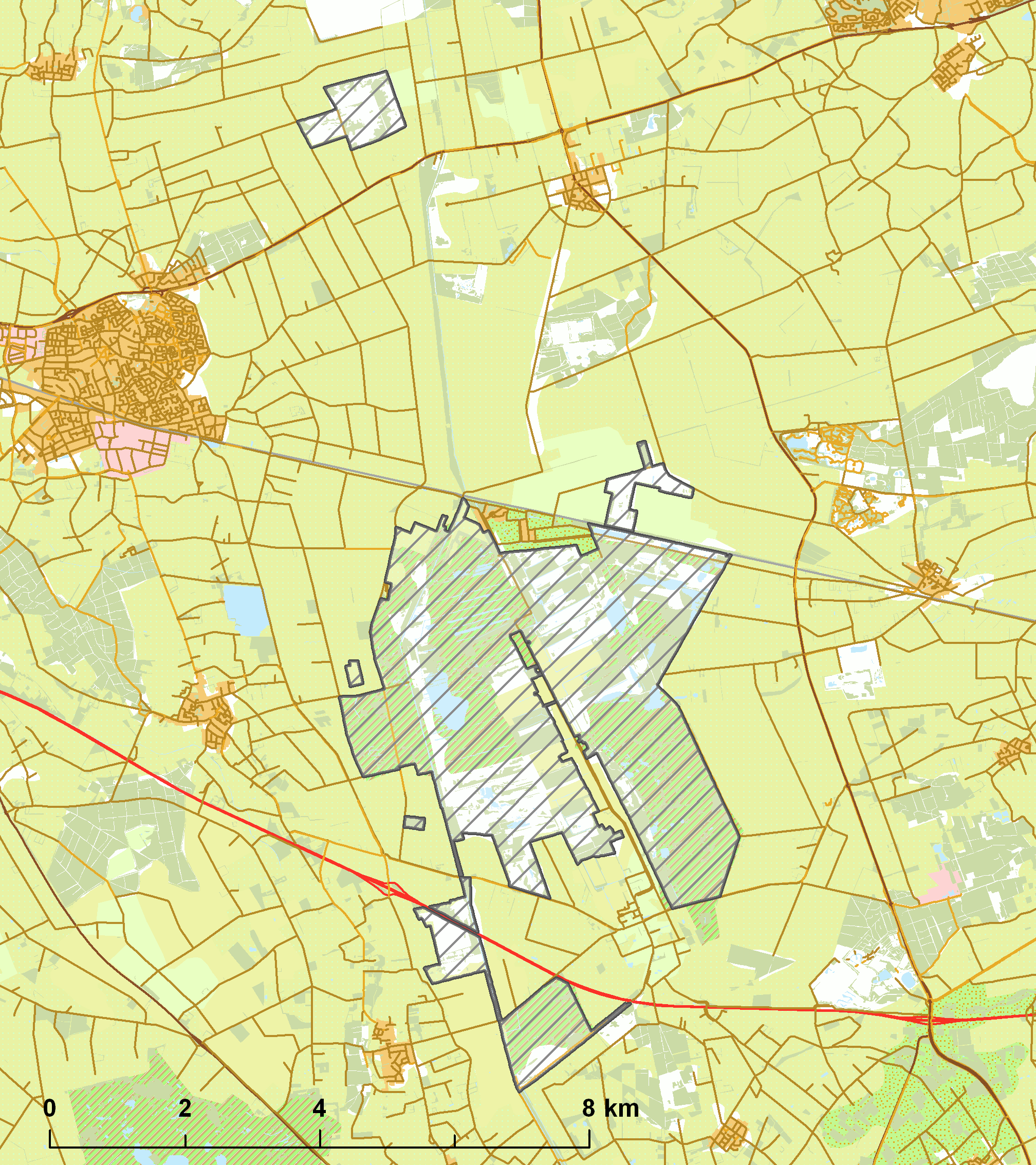
Afbakening beschermd gebied

Deurnsche Peel & Mariapeel is een Nederlands Natura2000-gebied (classificatie: Hoogvenen, nummer 139) in de provincies Noord-Brabant en Limburg. Het gebied ligt in de gemeenten Deurne, Horst aan de Maas, Sevenum en Venray en is onderdeel van de Verheven Peel.
Het Natura2000-gebied bestaat uit drie deelgebieden: Deurnsche Peel, Mariapeel en het Grauwveen. Samen met het Nationaal Park De Groote Peel zijn het overblijfselen van wat eens een uitgestrekt oerlandschap was van levend hoogveen. 
De oppervlakte van het gehele Natura2000-gebied is 2736 ha en wordt beheerd door Staatsbosbeheer, Natuurmonumenten en particulieren.